# Stendhalův syndrom

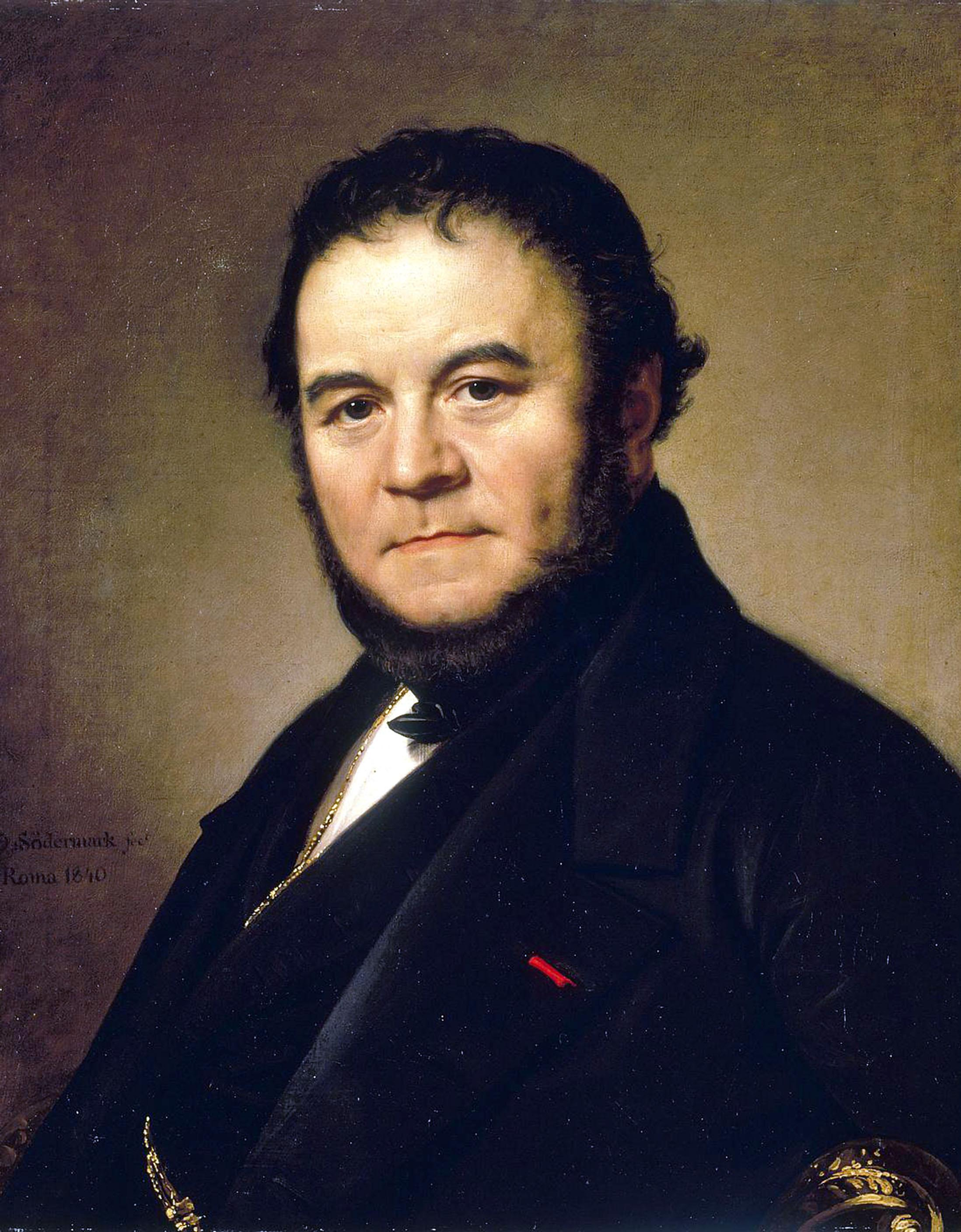
Stendhalův syndrom byl pojmenován po Henri-Marie Beylovi (23. ledna 1783 – 23. března 1842), známém pod pseudonymem Stendhal

Stendhalův syndrom (známý také jako Florentský syndrom nebo Hyperkulturémie) je psychosomatická nemoc, která způsobuje zrychlený tep, závratě, zmatení a dokonce i halucinace v případě, že je jedinec vystaven zkušenosti mající velký osobní význam, především při pohledu na umění. Termín se může použít i pro podobnou reakci na nezměrnou krásu přírody.

## Symptomy a pacienti
Stendhalův syndrom postihuje především pacienty v rozmezí 26 až 40 let, kteří málokdy opouštějí domov.
Nejčastějšími průvodními symptomy Stendhalova syndromu je zrychlený tlukot srdce, závratě, omdlévání, žaludeční bolesti, dušnost a záchvaty paniky, u některých pacientů se také objevují halucinace nebo sexuální puzení. Tyto symptomy se mohou rozvinout v dočasnou psychózu.

## Historie
Tento stav byl pojmenován po známém francouzském spisovateli 19. století, Stendhalovi (vlastním jménem Henri-Marie Beyle), který jako první popsal svou zkušenost s tímto jevem během své návštěvy Florencie v roce 1817 ve své knize Neapol a Florencie: Cesta z Milana do Reggia: „Byl jsem v jakési extázi, z myšlenky, že jsem ve Florencii, blízko velikánům, jejichž hrobky jsem viděl. Pohlcený rozjímáním o posvátné kráse... dosáhl jsem bodu, kdy člověk zažívá s nebeské pocity... Všechno mluvilo tak živě k mé duši. (...) Když jsem opouštěl kostel Santa Croce, měl jsem bušení srdce, jemuž v Berlíně říkají „nervy“. Život ze mě vyprchával. Šel jsem strachuje se, že upadnu.“
Ačkoliv se psychiatři dlouho přeli, zdali tento syndrom vůbec existuje, jeho dopad na jím postižené je dostatečně silný, aby si vyžádal nemocniční ošetření a dokonce antidepresiva. Personál florentské nemocnice Santa Maria Nuova je zvyklý na ošetřování turistů trpících závratným okouzlením a dezorientací po obdivování sochy Davida, mistrovských děl v galerii Uffizi a dalších pokladů tohoto toskánského města. Přestože existuje mnoho lidí poukazujících na tento jev již v raném 19. století, syndrom byl pojmenován až v roce 1979, kdy byl popsán italskou psychiatričkou Graziellou Magheriniovou. Stendhalův syndrom byl poprvé diagnostikován v roce 1982.
Zajímavou skutečností také je, že samotní Italové jsou vůči tomuto stavu imunní – možná je to způsobeno tím, že Italové znají Florencii velice dobře a jsou unaveni její krásou.

## Výzkum a studie
Doktorka Graziella Magherini studuje Stendhalův syndrom již od raných 80. let minulého století. Výsledky svého bádání shrnula v knize Stendhalův syndrom (La Sindrome di Stendhal), vydané v roce 1989. Podle Grazielly Magheriniové může pohled na výtvarná umění starých mistrů škodit mentálnímu zdraví jedince. Každý rok pozoruje, jak se u hrstky návštěvníků Florencie rozvíjí podivný patologický jev, způsobený setkáním s kulturními poklady města. Vysvětluje, že mnoho lidí přistupujících k uměleckým dílům podlehne syndromu. Ti ostatní mají mentální imunitu, 'vždy zůstávají racionálními' na rozdíl od estetického požitku z města.
Magheriniová označila jedince, kteří podlehli Stendhalovu syndromu, jako „neintelektuální, ale sensitivní a snadno podléhající emocím“. Dalším vysvětlením je psychický i fyzický stav turistů, kteří jsou většinou vystresováni neklidnou cestou.
Na rozdíl od moderní metodologie profesorky Magheriniové, Stendhalův syndrom naráží na dávný strach ze zhoubného působení kulturního umění na emocionální citlivost. Podle příkladu doktorky Magheriniové zaznamenali její kolegové z italské vědecké komunity více milostných reakcí na umění. Nedávno například sexuoložka Serenella Salomoni zveřejnila svou studii zabývající se Rubensovým syndromem, kde došla k závěru, že nádherné malby mohou provokovat silné sexuální pocity.

## Místa provokující Stendhalův syndrom
Místa, která nejčastěji provokují tyto záchvaty:
1. Capella Niccolini v Santa Croce s Giottovými freskami
2. Accademia, s Michelangelovou sochou Davida
3. Místnost v Uffizi s Botticelliho Primaverou (Zrozením Venuše)
4. Sagrestia Nuova v San Lorenzo, s Michelangelovým sousoším Čtyři roční doby
5. Sál v planetáriu galerie Palatina v Pallazzo Pitti
6. Sál Luca Giordana v Palazzo Medici Ricciardi
7. Sál v Uffizi s obrazem Vévoda a vévodkyně z Urbina od Piera della Francesca

Další památky:
- Florentský kostel Santa Croce
- Caravaggio: Bacchus
- Caravaggio: Medusa
- Duomo Cupola
- Pablo Picasso: Guernica

## Jiné
Profesor Antonín Heveroch (1869–1927) ve své knize O podivínech a lidech nápadných (dostupné ve Wikizdrojích) cituje podle Lombrosa mimo jiné tyto příklady: „Byron dostal křečovitý záchvat, když viděl hráti Keana. Malíř Francia umřel radostí, když viděl obraz Raphaelův. Ampère se bál, že umře radostí, když uviděl pobřeží janovské.“ (kapitola III)
O neschopnosti snést krásu světa mluvil Richard Burton v roce 1974 v rozhovoru s Michaelem Parkinsonem, který přání vyhnout se této kráse uvedl jako důvod svého alkoholismu (tři láhve tvrdého alkoholu denně).